# 志津川駅
志津川駅（しづがわえき）は、宮城県本吉郡南三陸町志津川字五日町の道の駅さんさん南三陸内にある、東日本旅客鉄道（JR東日本）気仙沼線BRT（バス高速輸送システム）のバス停留所である。元々は同社の気仙沼線の鉄道駅であった。

## 歴史
- 1977年（昭和52年）12月11日：日本国有鉄道の駅として開業[2]。
- 1987年（昭和62年）4月1日：国鉄分割民営化に伴い、JR東日本の駅となる[2]。
- 2011年（平成23年）3月11日：東日本大震災により被災。津波によりホームのみを残し駅舎・旅客上屋は流失し[新聞 1]地上約10メートルの高さのホームには養殖カキが散乱した[新聞 2]。
- 2012年（平成24年）
  - 8月20日：BRTで仮復旧[報道 2]。BRTは駅前に発着。
  - 12月22日：BRT本格開業に伴い、志津川字中瀬町32-6から志津川字御前下59-2（南三陸消防署跡）に移設[報道 3]。
- 2017年（平成29年）3月3日：南三陸さんさん商店街の移転に伴い、同商店街移転先の隣接地（志津川字十日町154番地）に移設[報道 4]。
- 2020年（令和2年）4月1日：柳津駅 - 気仙沼駅間の鉄道事業廃止により、鉄道駅としては廃駅となる[報道 5][報道 6]。
- 2022年（令和4年）10月1日：道の駅さんさん南三陸（志津川字五日町200番地1）の開業に伴い、同駅内に移転[報道 1][新聞 3]。業務委託駅から簡易委託駅に変更。

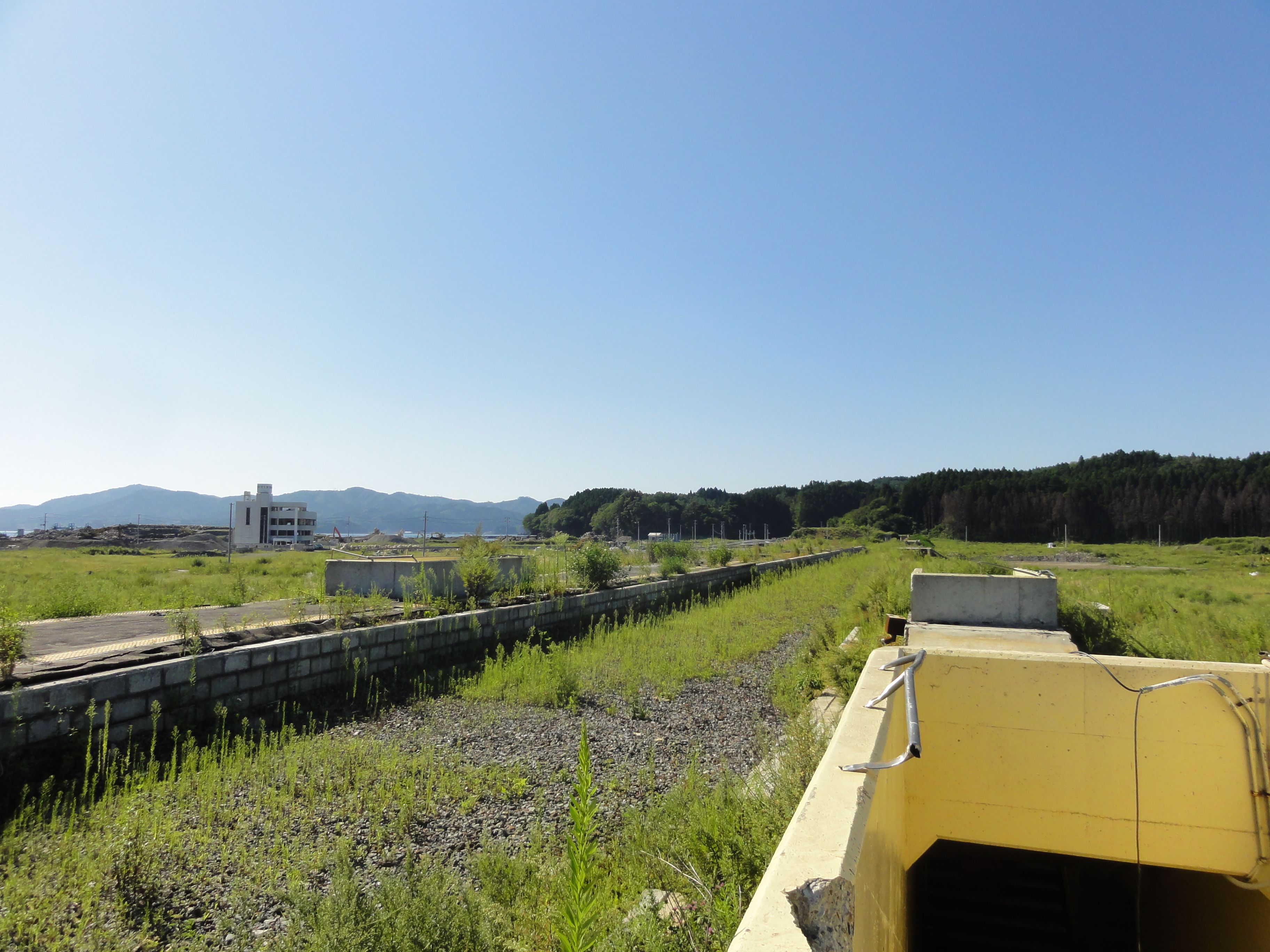
震災被害を受けたホーム（2012年9月）
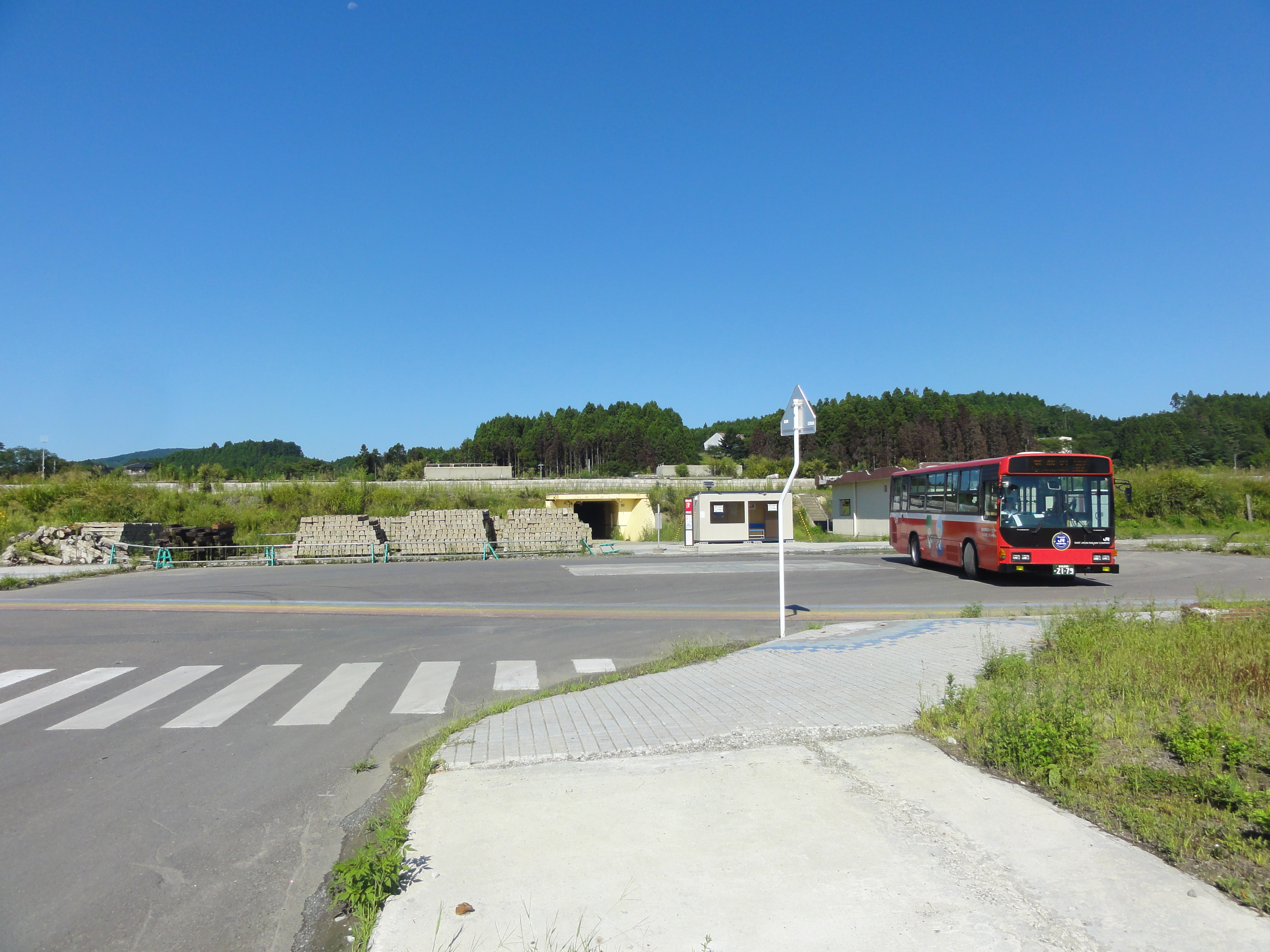
仮運行時の駅（2012年9月）
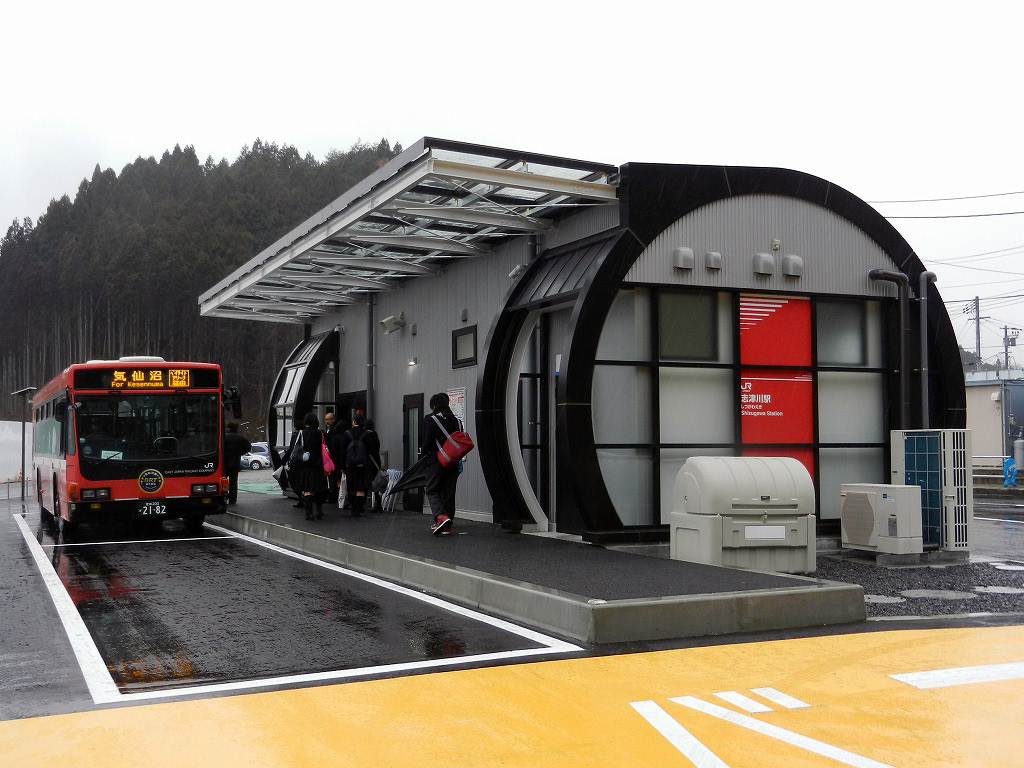
本格運行開始時の駅（2012年12月）
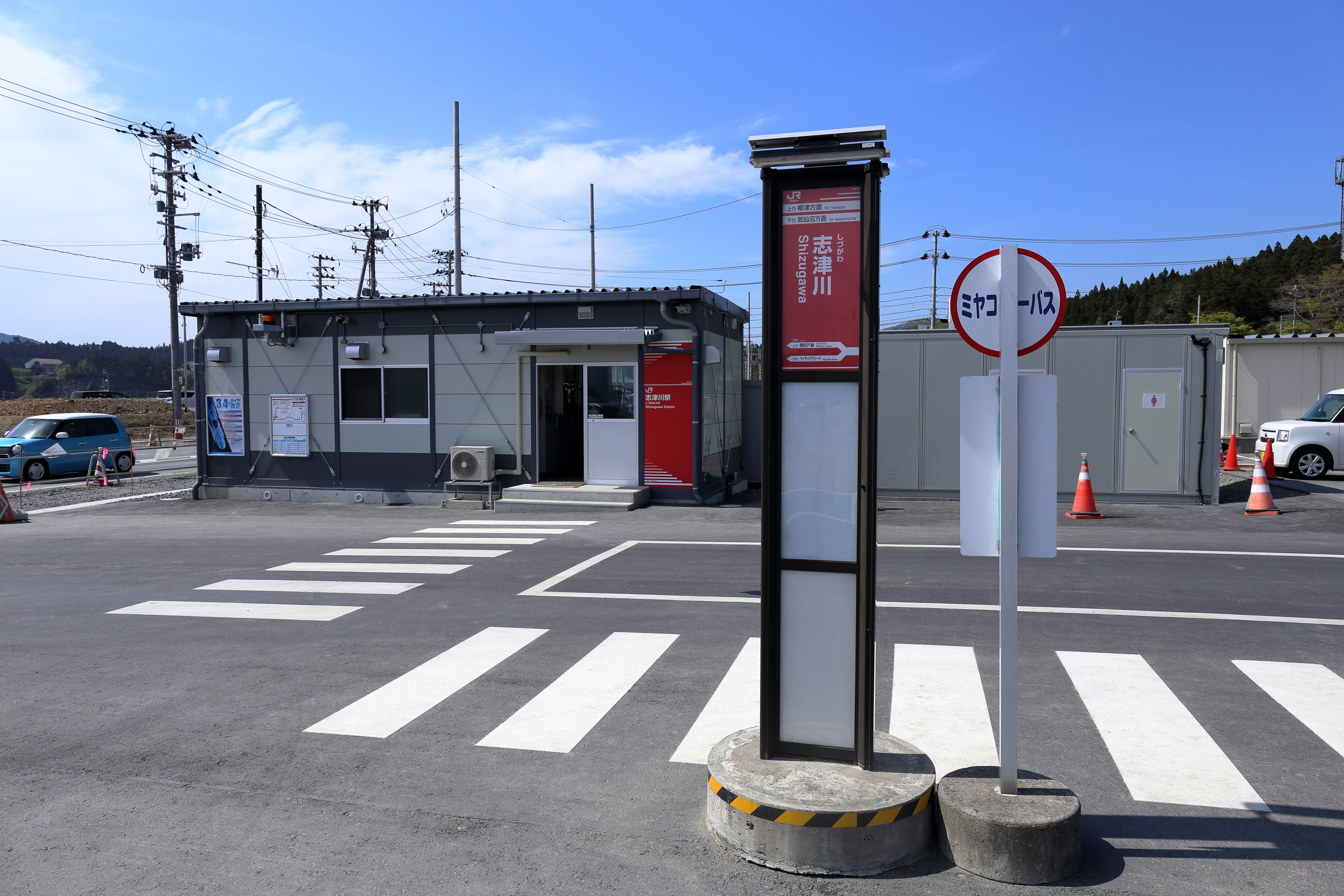
南三陸さんさん商店街移転時の駅（2017年5月）

## 駅構造
道の駅さんさん南三陸内に駅舎が置かれ、内部に出札窓口・待合室（ロケーションシステムモニター設置）・トイレなどが設けられている。
のりばは駅舎北側のロータリーにあり、上下線で共用となっている。こののりばはミヤコーバスの「道の駅さんさん南三陸」停留所および南三陸町乗合バスの「志津川駅（さんさん南三陸）」停留所と共用している。
BRTの運行開始時は鉄道駅舎跡地前に駅を設置していたが、本格運行開始に合わせて消防署跡地に移設のうえ新駅舎が整備され、震災前同様にJR東日本東北総合サービスが受託して窓口業務も再開された。
2017年には、移転した南三陸さんさん商店街の付近に駅を移設し、プレハブ駅舎での営業を行っていた。その後2022年に道の駅さんさん南三陸の開業に合わせ、現在地へ移転した。同時に窓口業務が南三陸町委託となり、実際の業務は南三陸町観光協会が行っている。

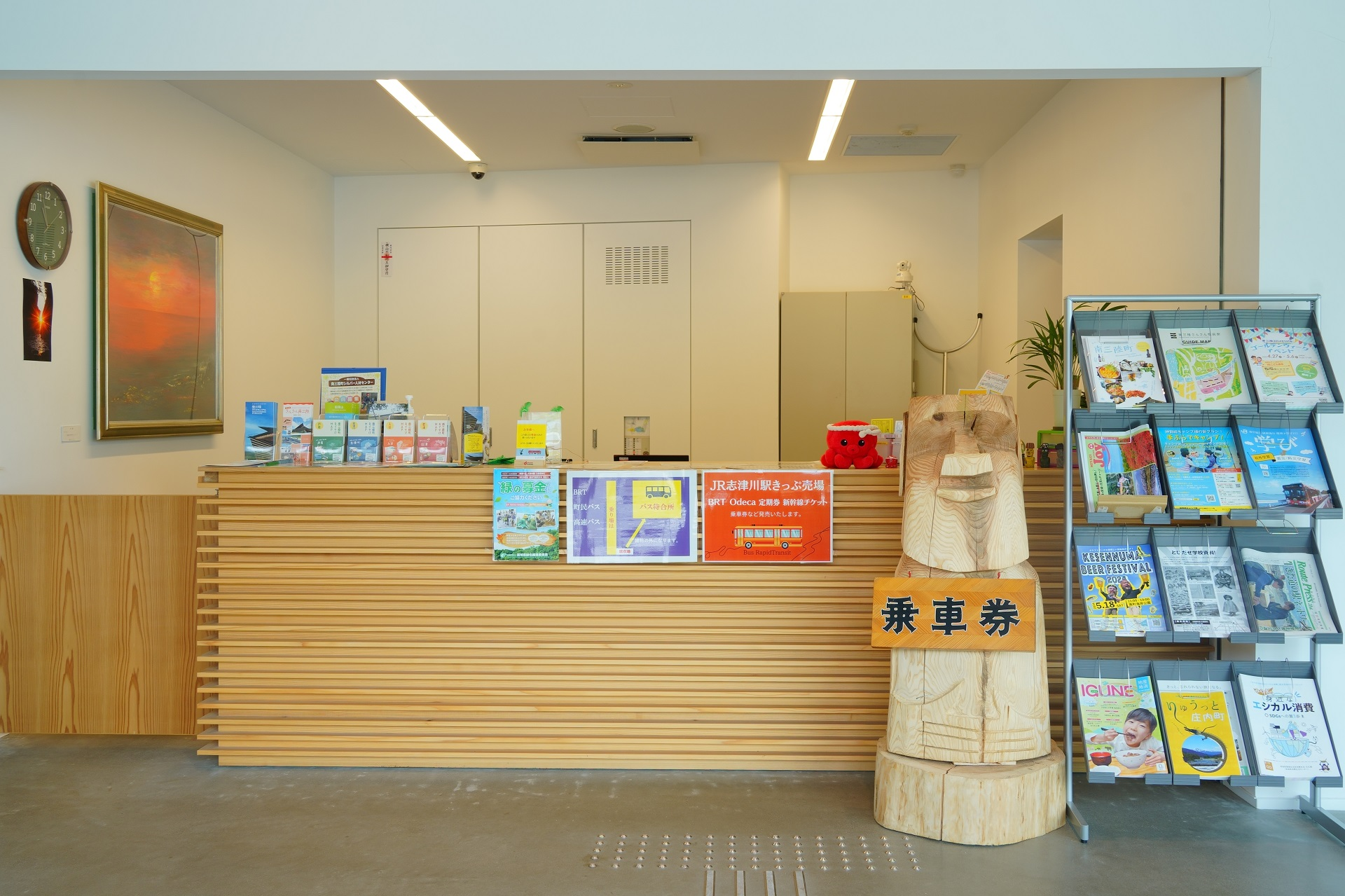
駅舎内の出札窓口（2024年4月）
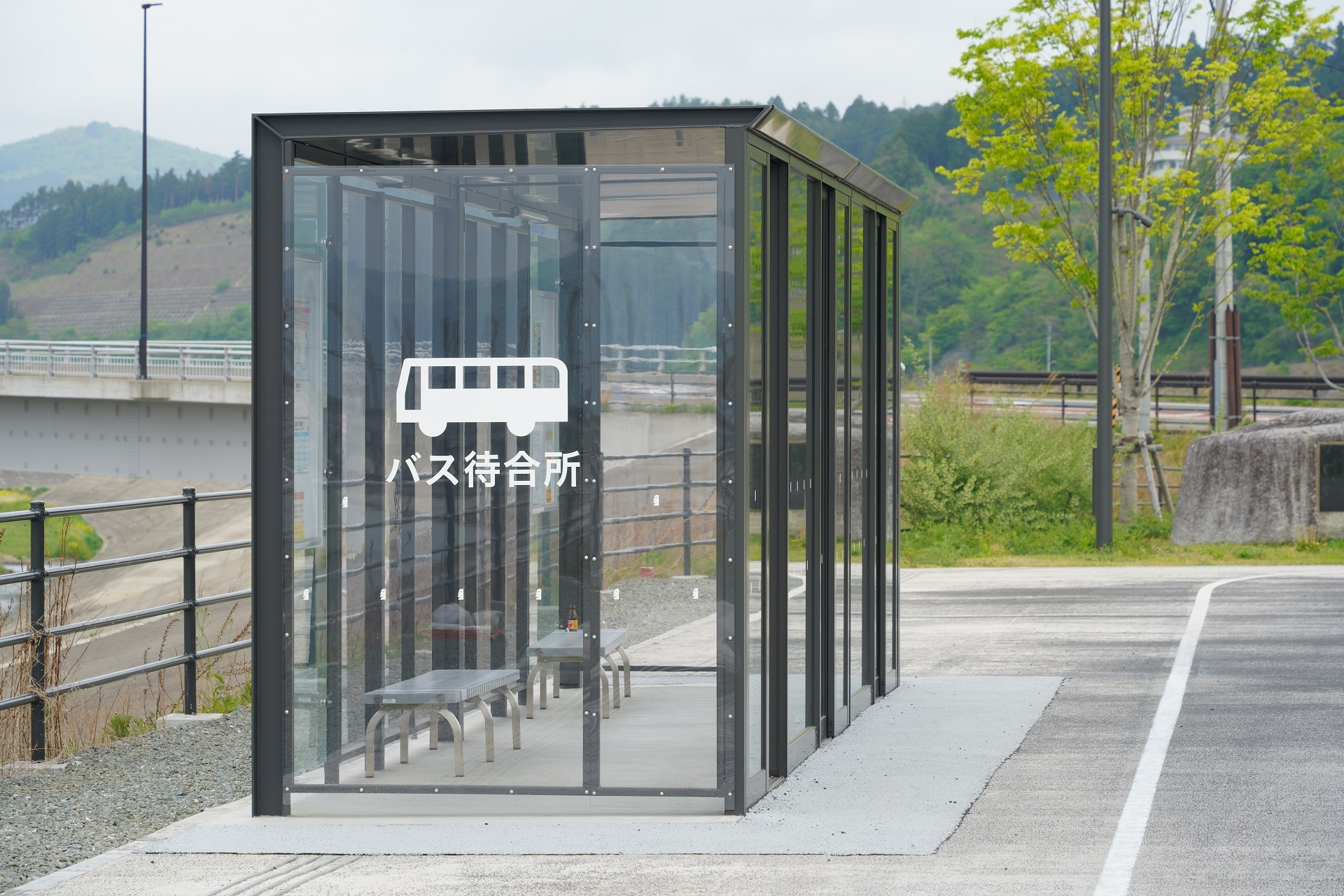
道の駅さんさん南三陸のバスのりば（2024年4月）
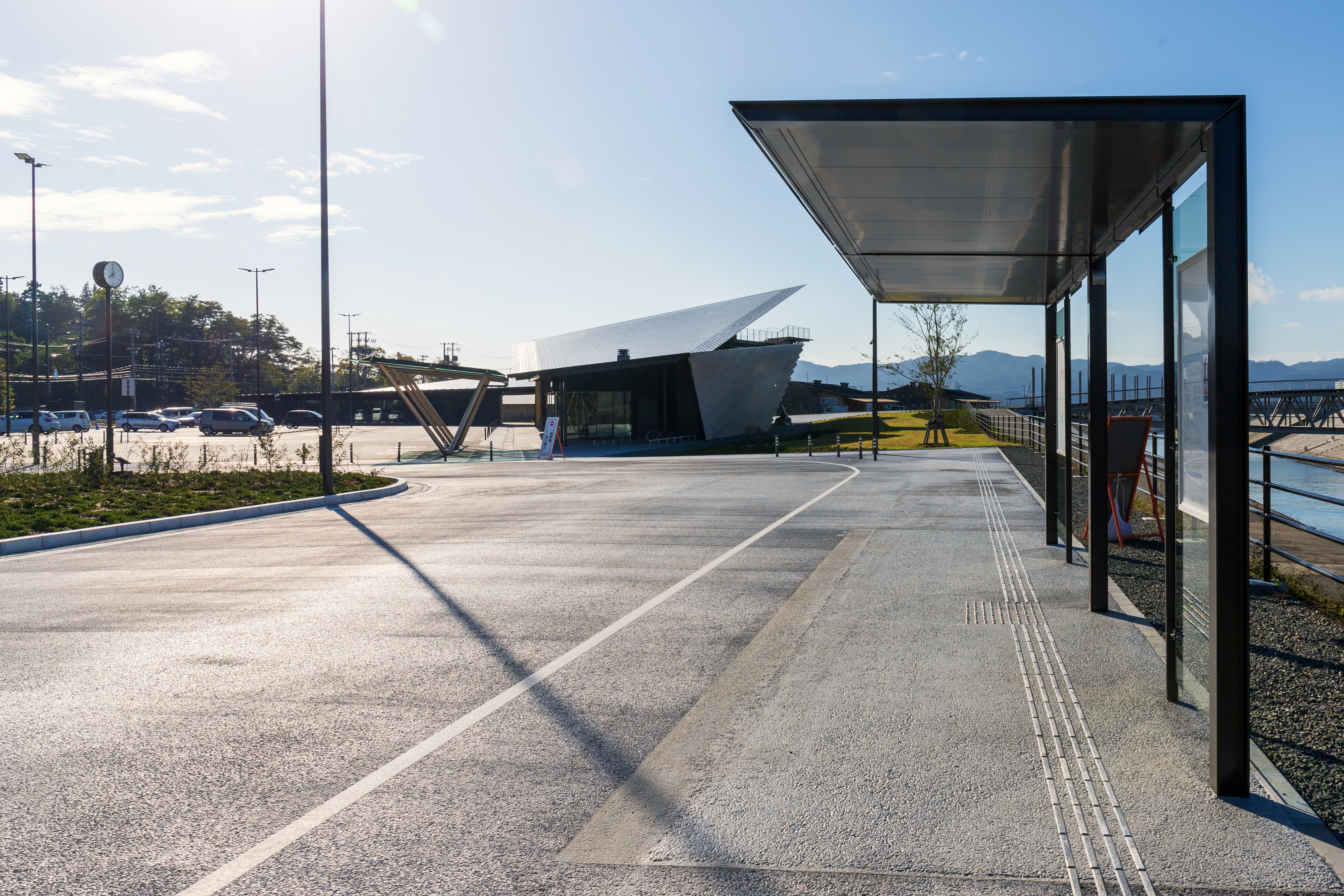
道の駅さんさん南三陸に当初設けられたバスのりば（2022年10月）

### 旧鉄道駅
現在の南三陸町震災復興祈念公園の西側に位置していた。島式ホーム1面2線（1・2番線）と単式ホーム1面1線（3番線）、計2面3線のホームを持つ地上駅であり、これらは駅舎より高い位置にあったため、駅舎出札窓口前からそれぞれ通路および階段で連絡する構造であった。石巻駅管理の業務委託駅（東北総合サービス委託、早朝夜間駅員不在）であった。
鉄道廃止後は、線路跡を舗装し駅名標を設置するなど、遺構として再整備を行った上で、JR東日本から南三陸町に譲与されている。
のりば
| 番線 | 路線      | 方向           | 行先               |
| ---- | --------- | -------------- | ------------------ |
| 1    | ■気仙沼線 | 上り           | 前谷地・小牛田方面 |
| 2    | ■気仙沼線 | 下り           | 本吉・気仙沼方面   |
| 3    | ■気仙沼線 | （予備ホーム） | （予備ホーム）     |

- 3番線（下り1番線）は上下ともに場内・出発信号があり、折り返し運転に対応していた。

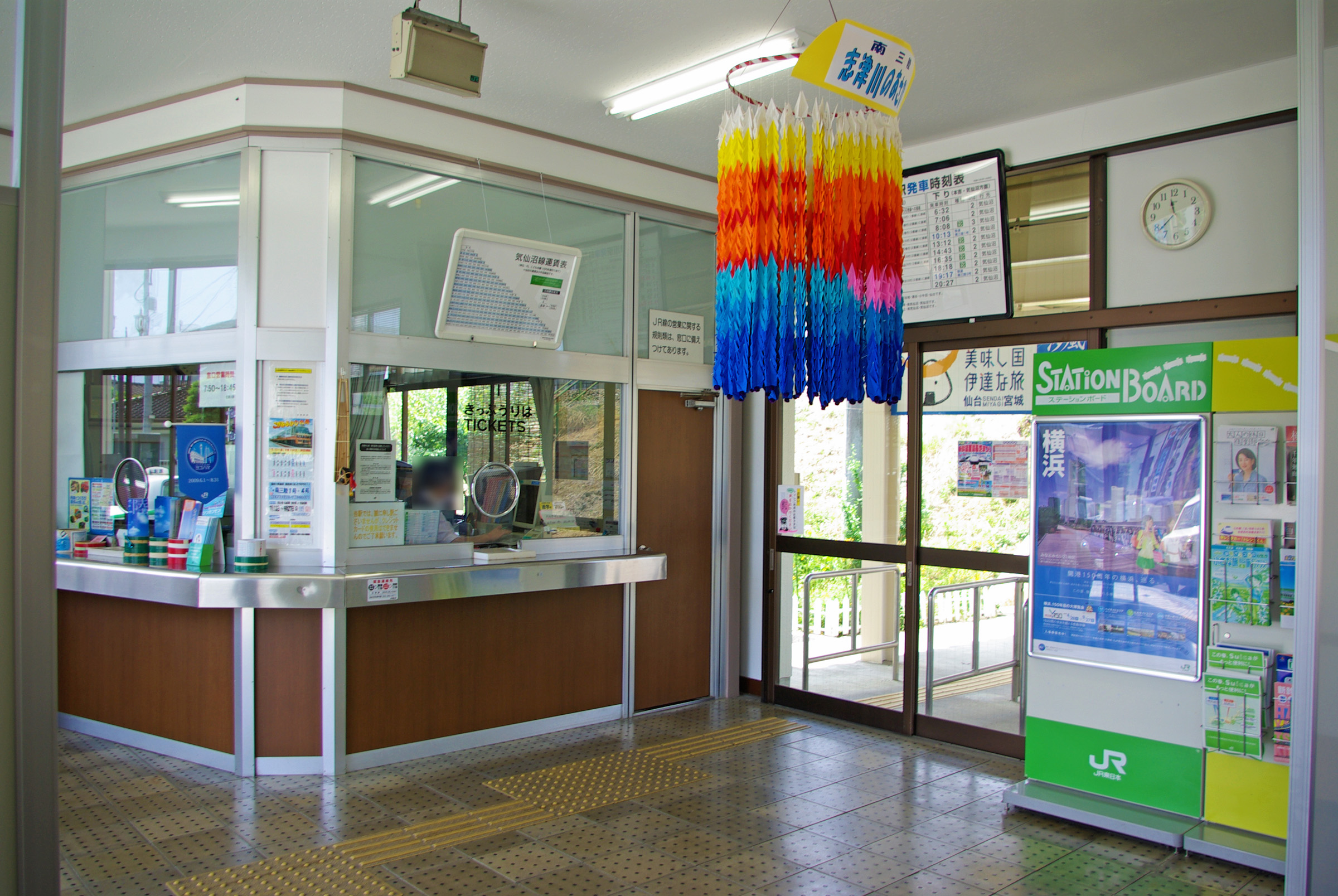
鉄道時代の改札口（2009年7月）
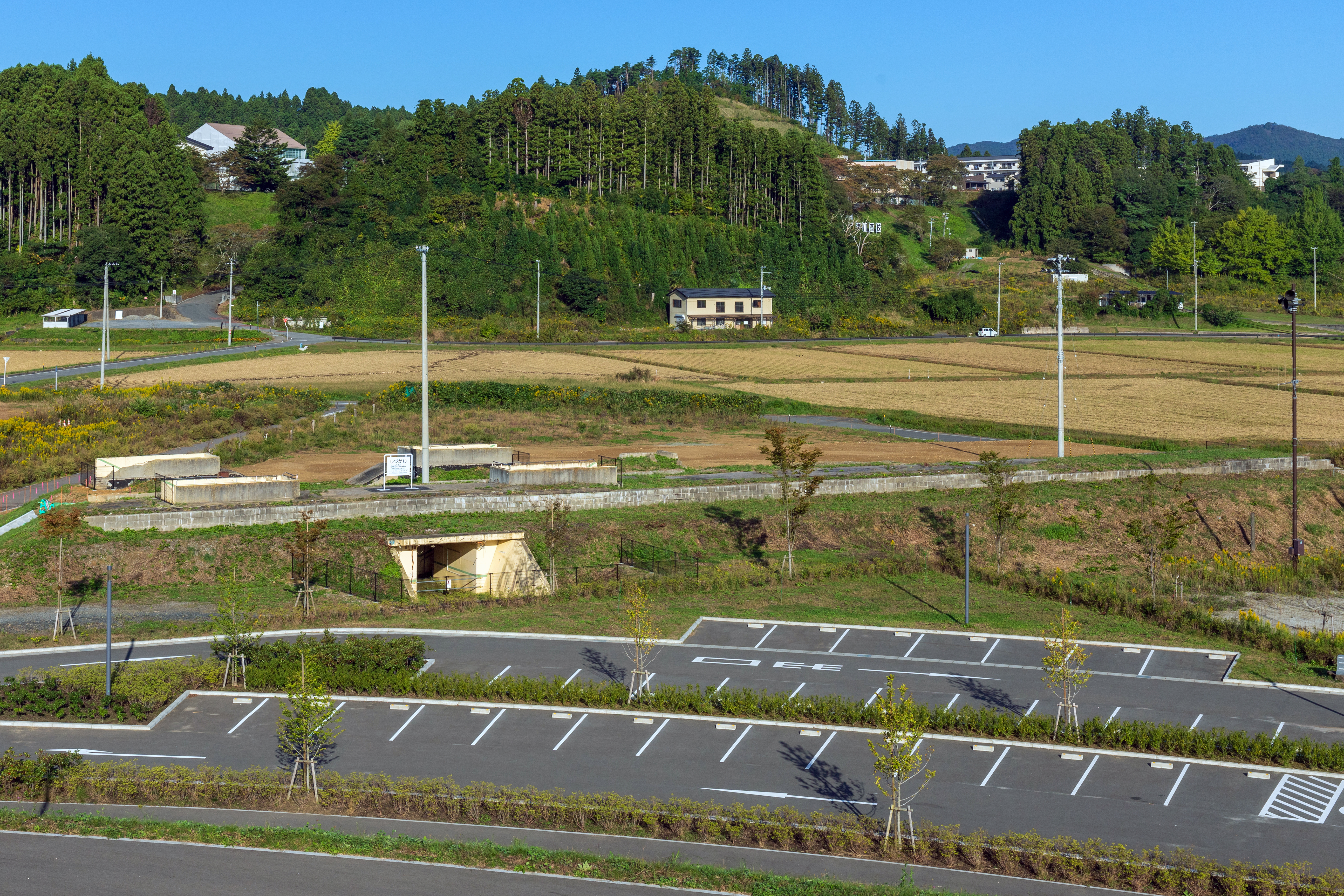
遺構として整備された駅跡（2022年10月）

## 利用状況
JR東日本によると、2023年度（令和5年度）の1日平均乗車人員は38人である。
2000年度（平成12年度）以降の推移は以下のとおりである。なお、気仙沼線は東日本大震災後にBRTによる復旧をしたため、2011年度（平成23年度）以前の統計は鉄道運行時のものとなる。
| 1日平均乗車人員推移 | 1日平均乗車人員推移 | 1日平均乗車人員推移 | 1日平均乗車人員推移 |
| 年度                | 鉄道                | BRT                 | 出典                |
| ------------------- | ------------------- | ------------------- | ------------------- |
| 2000年（平成12年）  | 360                 | 未開業              | [ 鉄道 1 ]          |
| 2001年（平成13年）  | 340                 | 未開業              | [ 鉄道 2 ]          |
| 2002年（平成14年）  | 333                 | 未開業              | [ 鉄道 3 ]          |
| 2003年（平成15年）  | 352                 | 未開業              | [ 鉄道 4 ]          |
| 2004年（平成16年）  | 381                 | 未開業              | [ 鉄道 5 ]          |
| 2005年（平成17年）  | 358                 | 未開業              | [ 鉄道 6 ]          |
| 2006年（平成18年）  | 330                 | 未開業              | [ 鉄道 7 ]          |
| 2007年（平成19年）  | 295                 | 未開業              | [ 鉄道 8 ]          |
| 2008年（平成20年）  | 289                 | 未開業              | [ 鉄道 9 ]          |
| 2009年（平成21年）  | 285                 | 未開業              | [ 鉄道 10 ]         |
| 2010年（平成22年）  | 269                 | 未開業              | [ 鉄道 11 ]         |
| 2011年（平成23年）  | 運休                | 未開業              |                     |
| 2012年（平成24年）  | 運休                | 未開業              |                     |
| 2013年（平成25年）  | 運休                | 91                  | [ BRT 2 ]           |
| 2014年（平成26年）  | 運休                | 74                  | [ BRT 3 ]           |
| 2015年（平成27年）  | 運休                | 77                  | [ BRT 4 ]           |
| 2016年（平成28年）  | 運休                | 81                  | [ BRT 5 ]           |
| 2017年（平成29年）  | 運休                | 62                  | [ BRT 6 ]           |
| 2018年（平成30年）  | 運休                | 51                  | [ BRT 7 ]           |
| 2019年（令和元年）  | 運休                | 38                  | [ BRT 8 ]           |
| 2020年（令和02年）  | 廃止                | 29                  | [ BRT 9 ]           |
| 2021年（令和03年）  | 廃止                | 26                  | [ BRT 10 ]          |
| 2022年（令和04年）  | 廃止                | 29                  | [ BRT 11 ]          |
| 2023年（令和05年）  | 廃止                | 38                  | [ BRT 1 ]           |

## 駅周辺
当駅や、南側に隣接する南三陸さんさん商店街を含むエリアは道の駅さんさん南三陸として登録され、公共交通ターミナルを含む施設の整備が進められた。
西側の八幡川の対岸に南三陸町震災復興祈念公園があり、その先に旧志津川駅（鉄道駅）跡がある。
道の駅は2022年2月に完成予定だったが、コロナ禍の影響で鋼材などの資材が不足したことから工事が遅れ、同年10月1日に開業した。
- 道の駅さんさん南三陸
  - 南三陸311メモリアル
  - 南三陸さんさん商店街
- 南三陸町震災復興祈念公園
- 宮城県南三陸高等学校
- 国道398号
- 国道45号

### バス路線
- 南三陸町町民バス
- 仙台 - 南三陸線（ミヤコーバス）

## 隣の停留所
東日本旅客鉄道（JR東日本）
■気仙沼線BRT
□快速
志津川駅 ← 清水浜駅
■普通
陸前戸倉駅 - 志津川駅 - 南三陸町役場・病院前駅

### かつて存在した鉄道路線
東日本旅客鉄道（JR東日本）
■気仙沼線
陸前戸倉駅 - 志津川駅 - 清水浜駅

### 記事本文

#### 報道発表資料
1. 1 2 3  「気仙沼線BRT志津川駅移転のお知らせ (PDF)」（プレスリリース）、東日本旅客鉄道仙台支社／東日本旅客鉄道盛岡支社、2022年8月30日。2022年8月30日閲覧。
2. ↑  「気仙沼線における暫定的なサービス提供開始について (PDF)」（プレスリリース）、東日本旅客鉄道仙台支社、2012年7月18日。2013年6月19日時点のオリジナル (PDF)よりアーカイブ。2025年7月29日閲覧。
3. 1 2  「気仙沼線におけるBRT運行開始に合わせた整備内容及び運行開始記念イベントの開催等について (PDF)」（プレスリリース）、東日本旅客鉄道仙台支社、2012年11月26日。2013年6月19日時点のオリジナル (PDF)よりアーカイブ。2025年7月29日閲覧。
4. 1 2  「気仙沼線BRT「志津川駅」移転のお知らせ (PDF)」（プレスリリース）、東日本旅客鉄道盛岡支社、2016年12月20日。2017年1月4日時点のオリジナル (PDF)よりアーカイブ。2020年11月5日閲覧。
5. ↑  「気仙沼線（柳津～気仙沼間）及び大船渡線（気仙沼～盛間）における鉄道事業の廃止の日の繰上げの届出について (PDF)」（プレスリリース）、東日本旅客鉄道、2020年1月31日。2020年2月6日閲覧。
6. ↑  「鉄道事業の廃止の届出に係る廃止の日の繰上げについて (PDF)」（プレスリリース）、国土交通省東北運輸局、2020年1月29日。2020年2月1日時点のオリジナル (PDF)よりアーカイブ。2020年2月6日閲覧。
7. ↑  「【高速バス気仙沼線】「道の駅さんさん南三陸」への乗り入れについて」（プレスリリース）、宮城交通、2022年9月26日。2022年10月1日時点のオリジナルよりアーカイブ。2022年10月2日閲覧。

#### 新聞記事
1. ↑  津波で流された志津川駅Archived 2012-07-13 at Archive.is - 毎日新聞（2011年3月13日）
2. ↑  「ローカル線 沿岸部復旧見通し立たず」『毎日新聞』2011年4月30日。オリジナルの2011年5月3日時点におけるアーカイブ。2011年4月30日閲覧。
3. ↑  「復興の集大成、道の駅「さんさん南三陸」オープン　震災伝承、にぎわい創出拠点に」『河北新報』2022年10月1日。2022年10月2日閲覧。
4. ↑  「JRが被災の志津川駅を町に譲与」『三陸新報』2023年3月18日。オリジナルの2023年3月23日時点におけるアーカイブ。2023年3月20日閲覧。
5. ↑  「南三陸で道の駅「さんさん南三陸」着工 震災伝承、交通の拠点に」『河北新報』2021年1月14日。2021年3月11日閲覧。
6. ↑  「コロナ影響ここにも 南三陸町の伝承施設 開館は最大半年遅れ」『朝日新聞』2021年12月27日。2022年1月28日閲覧。

### 利用状況

#### 鉄道
1. ↑  「JR東日本：各駅の乗車人員（2000年度）」東日本旅客鉄道。2025年7月29日閲覧。
2. ↑  「JR東日本：各駅の乗車人員（2001年度）」東日本旅客鉄道。2025年7月29日閲覧。
3. ↑  「JR東日本：各駅の乗車人員（2002年度）」東日本旅客鉄道。2025年7月29日閲覧。
4. ↑  「JR東日本：各駅の乗車人員（2003年度）」東日本旅客鉄道。2025年7月29日閲覧。
5. ↑  「JR東日本：各駅の乗車人員（2004年度）」東日本旅客鉄道。2025年7月29日閲覧。
6. ↑  「JR東日本：各駅の乗車人員（2005年度）」東日本旅客鉄道。2025年7月29日閲覧。
7. ↑  「JR東日本：各駅の乗車人員（2006年度）」東日本旅客鉄道。2025年7月29日閲覧。
8. ↑  「JR東日本：各駅の乗車人員（2007年度）」東日本旅客鉄道。2025年7月29日閲覧。
9. ↑  「JR東日本：各駅の乗車人員（2008年度）」東日本旅客鉄道。2025年7月29日閲覧。
10. ↑  「JR東日本：各駅の乗車人員（2009年度）」東日本旅客鉄道。2025年7月29日閲覧。
11. ↑  「JR東日本：各駅の乗車人員（2010年度）」東日本旅客鉄道。2025年7月29日閲覧。

#### BRT
1. 1 2  「BRT駅別乗車人員（2023年度）| 企業サイト：JR東日本」東日本旅客鉄道。2025年7月29日閲覧。
2. ↑  「BRT駅別乗車人員（2013年度）：JR東日本」東日本旅客鉄道。2025年7月29日閲覧。
3. ↑  「BRT駅別乗車人員（2014年度）：JR東日本」東日本旅客鉄道。2025年7月29日閲覧。
4. ↑  「BRT駅別乗車人員（2015年度）：JR東日本」東日本旅客鉄道。2025年7月29日閲覧。
5. ↑  「BRT駅別乗車人員（2016年度）：JR東日本」東日本旅客鉄道。2025年7月29日閲覧。
6. ↑  「BRT駅別乗車人員（2017年度）：JR東日本」東日本旅客鉄道。2025年7月29日閲覧。
7. ↑  「BRT駅別乗車人員（2018年度）：JR東日本」東日本旅客鉄道。2025年7月29日閲覧。
8. ↑  「BRT駅別乗車人員（2019年度）：JR東日本」東日本旅客鉄道。2025年7月29日閲覧。
9. ↑  「BRT駅別乗車人員（2020年度）| 企業サイト：JR東日本」東日本旅客鉄道。2025年7月29日閲覧。
10. ↑  「BRT駅別乗車人員（2021年度）| 企業サイト：JR東日本」東日本旅客鉄道。2025年7月29日閲覧。
11. ↑  「BRT駅別乗車人員（2022年度）| 企業サイト：JR東日本」東日本旅客鉄道。2025年7月29日閲覧。